# Pizzo del Diavolo di Tenda
Le Pizzo del Diavolo di Tenda est une montagne qui s'élève à 2 916 m d'altitude dans les Alpes bergamasques en Italie.